# Соаре, Василе
Василе Соаре (рум. Vasile Soare; род. 13 июля 1971) — румынский дипломат. Посол Румынии в Российской Федерации (с января 2014 по сентябрь 2020). Посол Румынии в Азербайджане (с 28 октября 2021).

## Биография
Василе Соаре родился 13 июля 1971 года в Румынии, в Вултуру в уезде Вранча. По национальности — румын.
С 1985 по 1989 годы проходил обучение в Лицее «Михай Витязул» в городе Алба-Юлия.
В 1995 году окончил Монгольский государственный университет (Улан-Батор), Институт монгольских исследований. Стипендиат министерства иностранных дел Румынии.
С 1995 по 1998 годы проходил обучение в Академии Наук Монголии, Институте языка и литературы по направлению «Монгольская филология».
С 2004 по 2007 годы обучался в Румынском Дипломатическом Институте МИД Румынии на курсе дипломатии.
С 2010 года — докторант Университета имени ”Бабеш-Бойяй”, факультета истории и философии (город Клуж-Напока).
С 1999 года начал дипломатическую карьеру в министерстве иностранных дел Румынии, в Управлении Восточной Европы и Российской Федерации. Работал в должности куратора по вопросам отношений Румынии с Российской Федерацией, Украиной, Белоруссией, странами Кавказского региона и Центральной Азии.
С августа 1999 по май 2001 года — заместитель директора Восточного Управления МИД Румынии по странам СНГ. С мая по декабрь 2001 года — директор Восточного Управления МИД Румынии.
Посол Румынии в Республике Казахстан (январь 2002 — январь 2008).  Одновременно являлся послом Румынии в Кыргызстане и Таджикистане (2003 — январь 2008).
С мая 2005 года является членом Ассоциации историков Казахстана. С июня 2012 года является основателем и заместителем председателя Ассоциации «Шёлковый путь» (Бухарест).
С января 2008 по октябрь 2013 года — директор Управления Расширенной Европы и Управления Восточной Европы и Центральной Азии по странам СНГ.
С 2013 года присвоен ранг полномочного министра.
Посoл Румынии в Российской Федерации (16 января 2014 — 11 сентября 2020).
С 2019 года является почётным доктором университета Danubius, Галац, Румыния.
С 13 декабря 2020 по 30 сентября 2021 — полномочный представитель министра иностранных дел Румынии в офисе Восточного соседства.
Посол Румынии в Азербайджане (с 28 октября 2021).
Владеет русским, монгольским, английским языками.

## Награды
- Орден «Сервичиул Крединчос» (Верная Служба) в звании Кавалера (декабрь 2001, Румыния)
- Орден «Заслуженный дипломат» (2007, Румыния)
- В январе 2003 года номинирован на награду «Посол Румынии 2002 года»
- Диплом МИД Румынии за «самую активную деятельность в области экономической дипломатии Румынии в 2003 году» будучи послом Румынии в Казахстане;
- Диплом и награда Президента Казахстана «За дипломатическую активность в качестве посла Румынии в Казахстане» (январь 2008)